# 北管樂
北管乐是指中国北方语系的戏曲，又称“子弟戏”（因多为农村子弟的业余戏团而得名），也称“乱弹戏”（来自乾隆时的“花部”腔调）。其唱腔基本上是“板腔体”，唱词多采七字或十字句型，但有新旧两派之分：“福禄”（或福路）为旧派，保存了梆子腔的系统，主奏乐器为壳仔弦。皮黄腔系统，主奏乐器为吊鬼子（京胡）。